# Boïba Sissoko
Boïba Sissoko, né le 1er mars 1994 à Créteil, est un handballeur professionnel français évoluant au poste d'ailier gauche à l'USAM Nîmes Gard.

## Biographie
Originaire de Créteil, Boïba Sissoko intègre le centre de formation de l'US Créteil avant de passer professionnel au sein du club francilien en 2012. Après six saisons, il reste toujours joueur du club francilien.

## Palmarès

### Compétitions nationales
- Vice-champion du Championnat de France de D2 en 2019
- Champion du Championnat de France de D2 en 2014

### Récompenses individuelles
- Meilleur joueur de la saison 2018-2019 de Proligue[3]